# Дижон-Преноа
Дижон-Преноа (на френски: Dijon-Prenoi)е писта за провеждане на автомобилни и мотоциклетни състезания, намираща се в Преноа, близо до Дижон, Франция.

## История
Пистата е построена през 1972 година. Първото състезание от Формула 1 се провежда през 1974 година на оригиналното трасе с дължина 3200 m, като обикновено разстоянието се е взимало от пилотите за около една минута, като основния проблем на пилотите е бил трафикът на изостанали пилоти поради късата писта, което лишава организаторите от нов кръг. През 1975 година се достроява и дългият маршрут, и пистата получава отново домакинство на кръг от Формула 1 през 1977 година.
Тук се провеждат стартове за Голямата награда на Франция (1974, 1977, 1979, 1981, 1984) и Голямата награда на Швейцария (1982) в шампионата на Формула 1.

## Характеристики
- Дължина
  - къс маршрут – 3289 m
  - дълъг маршрут – 3800 m
- широчина – 10 m

Най-бърза обиколка е постигната от Джоди Шектър, през 1974 година с Тирел – 197,340 km/h на удължения маршрут.

## Състезания от Формула 1

### Гран при на Франция
| Година | Пилот          | Конструктор        | Писта        | Статистика |
| ------ | -------------- | ------------------ | ------------ | ---------- |
| 1984   | Ники Лауда     | Макларън-ТАГ-Порше | Дижон-Преноа | Статистика |
| 1981   | Ален Прост     | Рено               | Дижон-Преноа | Статистика |
| 1979   | Жан-Пиер Жабуй | Рено               | Дижон-Преноа | Статистика |
| 1977   | Марио Андрети  | Лотус-Форд         | Дижон-Преноа | Статистика |
| 1974   | Рони Петерсон  | Лотус-Форд         | Дижон-Преноа | Статистика |

### Гран при на Швейцария
| Година | Пилот        | Конструктор | Писта        | Статистика |
| ------ | ------------ | ----------- | ------------ | ---------- |
| 1982   | Кеке Розберг | Уилямс-Форд | Дижон-Преноа | Статистика |